# Élection présidentielle éthiopienne de 2007
Une élection présidentielle s'est déroulée en Éthiopie le 9 octobre 2007, à l'occasion de laquelle le Parlement éthiopien réélit Girma Wolde-Giorgis pour un second mandat de 6 ans. Il est d'abord élu par la chambre haute, la Chambre de la Fédération, puis par la chambre basse, la Chambre des représentants des peuples avec 430 votes en sa faveur, 88 contre et 11 abstentions.